# Atactopsis facialis
Atactopsis facialis là một loài ruồi trong họ Tachinidae.